# Lycosa magnifica
Lycosa magnifica este o specie de păianjeni din genul Lycosa, familia Lycosidae, descrisă de Hu în anul 2001. Conform Catalogue of Life specia Lycosa magnifica nu are subspecii cunoscute.